# Eugene F. Stoermer
Eugene F. Stoermer (7 de março de 1934 - 17 de fevereiro de 2012) foi um pesquisador em diatomáceas, com especial ênfase em espécies de água doce dos Grandes Lagos da América do Norte. Era um professor de biologia da Escola de Recursos Naturais e Meio Ambiente da Universidade de Michigan. Obteve seu bacharelado em Ciência em 1958 e seu doutorado em 1963, ambos na Universidade do Estado de Iowa. Sua tese de doutorado foi "diatomáceas Pós-Pleistoceno do Lake West Okoboji, Iowa".
Stoermer cunhou originalmente o termo Antropoceno a partir do início da década de 1980 para se referir ao impacto e provas para o impacto das atividades humanas sobre o planeta Terra. A palavra não foi utilizada na cultura geral, até que foi popularizada em 2000 pelo ganhador do Prêmio Nobel, o químico atmosférico Paul Crutzen e outros que consideram a influência do comportamento humano na atmosfera da Terra nos últimos séculos como tão significativos como para constituir uma nova época geológica.
Ele é o co-autor com JP Smol de "The Diatoms Applications for the Environmental and Earth Sciences". Cambridge, UK: Cambridge University Press, 1999. ISBN 0511155069; De acordo com o WorldCat.
Em 2009, ele recebeu a honraria festschrift por "Diatom taxonomy, ultrastructure, and ecology : modern methods and timeless questions : a tribute to Eugene F. Stoermer".